# Нордбрандт, Хенрик
Хенрик Нордбрандт (дат.  Henrik Nordbrandt, 21 марта 1945, Фредериксберг — 31 января 2023) — датский писатель и поэт.

## Биография
Изучал в Копенгагенском университете арабский, турецкий и китайский языки. Многие годы провёл в Средиземноморье (Турция, Греция, Италия), что оказало глубокое воздействие на его творчество. Среди повлиявших на него поэтов — Т. С. Элиот, Уоллес Стивенс, Гуннар Экелёф.
Умер 31 января 2023 года, от непродолжительной болезни, характер болезни не конкретизирован.

## Произведения

### Стихи
- 1966 Digte
- 1967 Miniaturer
- 1969 Syvsoverne
- 1972 Omgivelser
- 1974 Opbrud og Ankomster
- 1975 Ode til Blæksprutten og andre kærlighedsdigte
- 1976 Glas
- 1977 Istid
- 1977 Guds hus
- 1979 Rosen fra Lesbos
- 1979 Spøgelseslege
- 1981 Udvalgte digte
- 1982 Armenia
- 1984 84 digte (премия Датской критики)
- 1985 Город скрипичных мастеров/ Violinbyggernes by (вошел в Датский культурный канон)
- 1986 Håndens skælven i november
- 1987 Under mausolæet
- 1989 Vandspejlet
- 1991 Glemmesteder
- 1992 Støvets tyngde
- 1995 Ormene ved himlens port (Премия датских книготорговцев Золотой лавровый венок)
- 1998 Мосты снов/ Drømmebroer (Литературная премия Северного Совета 2000)
- 1999 Egne digte
- 2001 Fralandsvind
- 2004 Pjaltefisk
- 2007 Besøgstid
- 2012 3 1/2 D

### Романы
- 1983 Finkelsteins blodige bazar

### Эссе
- 1978 Breve fra en ottoman
- 1988 Nissen flytter med

### Дневники, записные книжки
- 1990 Tifanfaya
- 1993 Den elektriske mus,
- 1994 Damelår og andre specialiteter, турецкая записная книжка
- 1996 Ruzname. Dagbog. 4. Marts 1995 — 4. Marts 1996
- 2002 Døden fra Lübeck

## Признание и награды
Большая премия Датской академии (1980). Søren Gyldendal-priset (1987). Литературная премия Шведской академии (1990).
В 2007 польская художница Кася Банас представила серию картин на темы стихов Нордбрандта.